# Chemerina adriatica
Chemerina adriatica là một loài bướm đêm trong họ Geometridae.